# Necker (Hawaï)
Necker Island (Hawaïaans: Mokumanamana, "vertakt eiland") is een onbewoond eiland in de keten van Hawaïaanse eilanden in de noordelijke Stille Oceaan, op ongeveer 249 km ten noordwesten van Niihau en 690 km van Honolulu. Het is genoemd naar de Franse minister Jacques Necker (1732-1804), en maakt deel uit van het Papahānaumokuākea Marine National Monument.
Het eiland is sikkelvormig (lengte 1200 m, breedte 200 m) en telt vijf heuvels, waarvan de hoogste (Summit Hill) 84 meter hoog is. Omdat Necker droog en rotsig is komen er slechts vijf plantensoorten op voor. Het eiland mag alleen met bijzondere toestemming voor wetenschappelijke doelen bezocht worden.
Er zijn weinig tekenen van langdurige bewoning gevonden. Er zijn echter 33 stenen gevonden die erop wijzen dat het eiland voor religieuze doeleinden gebruikt is. Ook zijn 11 petrogliefen gevonden.
Volgens legenden van het eiland Kauai dat ten zuidoosten van Necker ligt, was Necker de laatst bekende plaats waar de kleine mensen (Menehune genoemd) naar gevlucht zijn. De Menehune gingen naar Necker nadat ze van Kauai verdreven zijn door de sterkere Polynesiërs en hebben er verschillende stenen structuren gebouwd.
Necker werd voor het eerst bezocht een paar honderd jaar nadat de grotere Hawaiiaanse eilanden werden bewoond, en bezoeken eindigden een paar honderd jaar voordat de Europeanen in Hawaii aankwamen.
De Franse ontdekkingsreiziger Jean-François de La Pérouse was de eerste Europeaan die het eiland bezocht, op 4 november 1786. Hij noemde het eiland naar Jacques Necker, destijds oud-minister van financiën van Frankrijk.

## Galerij

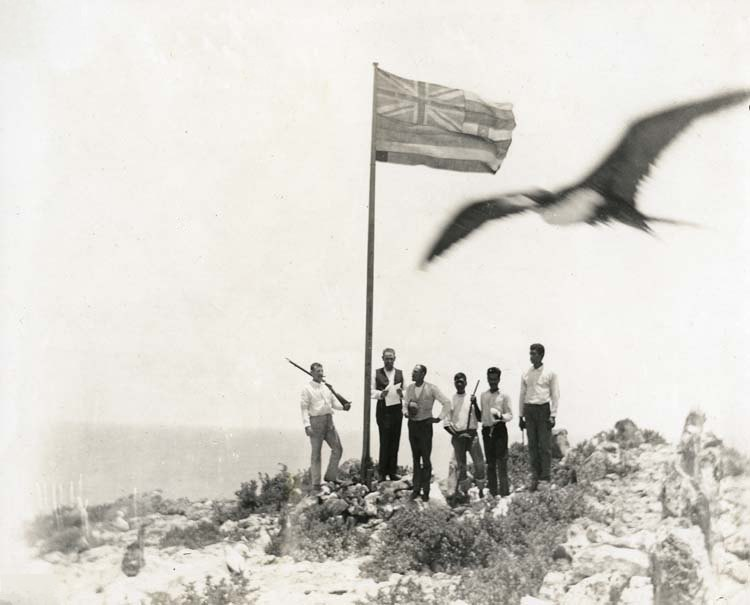
Annexatieceremonie van Necker Island op 27 Mei 1894
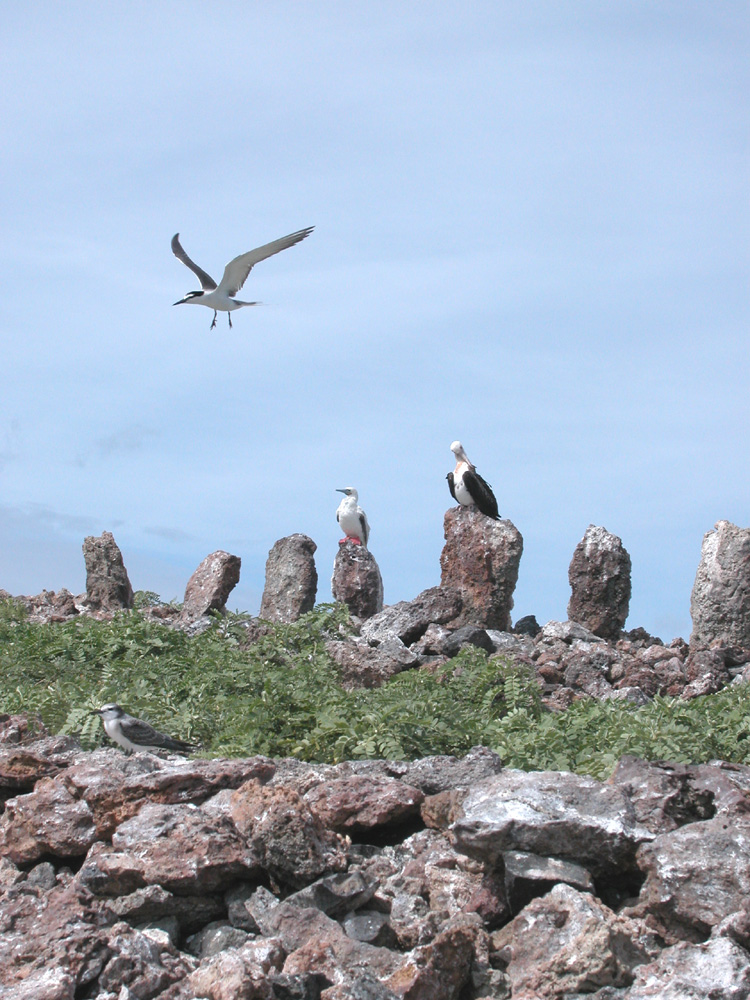
Heiau op Necker Island
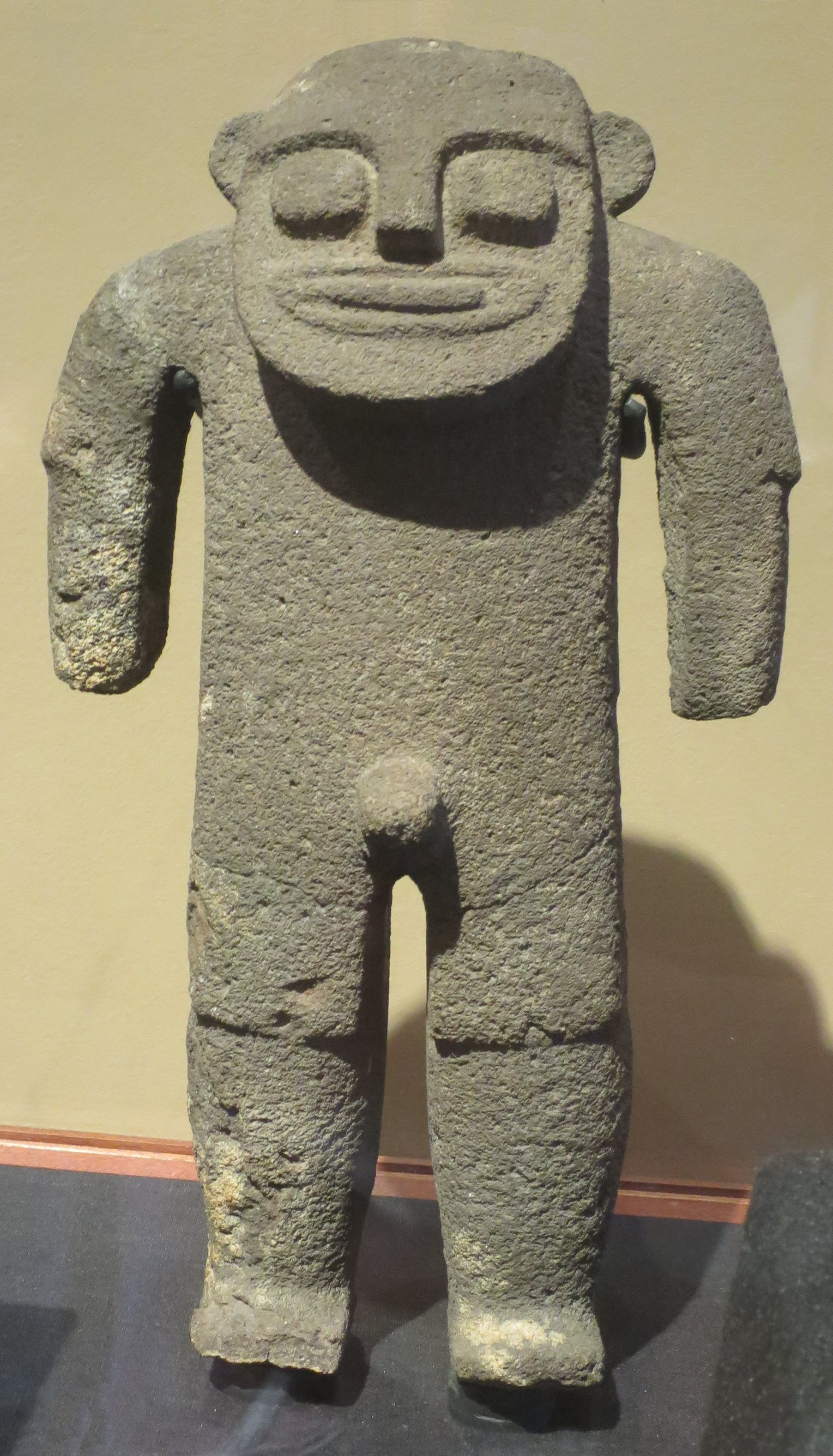
"Ki'i pōhaku" van Necker (nu in het Bishop Museum van Oahu)